# Чкумі
Чкумі (груз. ჩქუმი) — село в Грузії.
За даними перепису населення 2014 року в селі проживає 86 осіб.